# 19 złotych 100-lecie powstania Polskiej Wytwórni Papierów Wartościowych
19 złotych 100-lecie powstania Polskiej Wytwórni Papierów Wartościowych – polski banknot kolekcjonerski o nominale dziewiętnastu złotych, wprowadzony do obiegu 2 października 2019 zarządzeniem z 12 września 2019. Jest pierwszym banknotem polskim o takim nominale, nawiązuje on do daty powstania PWPW (1919).

## Awers

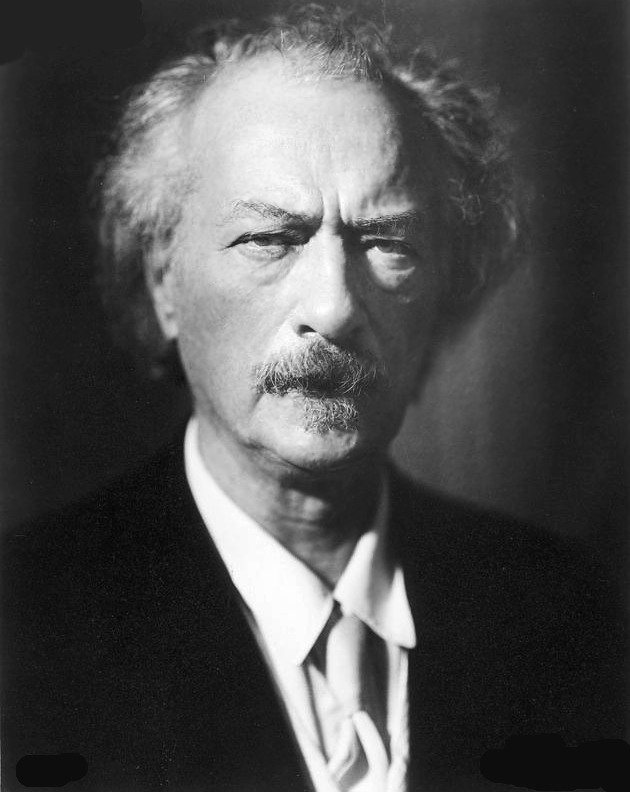
Fotografia portetowa Ignacego Jana Paderewskiego, użyta na banknocie

Na awersie umieszczono wizerunek Ignacego Jana Paderewskiego zaczerpnięty z fotografii portretowej sprzed 1936 roku, a pod nim podpis kompozytora. Z lewej strony widać stylizowany napis „niepodległa” – symbol obchodów 100-lecia odzyskania niepodległości przez Polskę, obok którego znajduje się wizerunek Orderu Orła Białego. Po lewej stronie banknotu zamieszczony jest nominał z opisem słownym i gałązką wawrzynu – symbolem braterstwa. W lewym górnym rogu znajduje się polskie godło i napis „Narodowy Bank Polski”, natomiast w prawym – nominał i daty 1919/2019.

## Rewers
Na rewersie banknotu znajduje się wizerunek gmachu Polskiej Wytwórni Papierów Wartościowych na tle panoramy Warszawy. Nad nim umieszczono pasek z napisem „Narodowy Bank Polski” i nominał. Po lewej stronie rewersu znajduje się numer seryjny banknotu, natomiast z jego prawej strony – napis „NIEPODLEGŁOŚĆ”.

## Nakład
Polska Wytwórnia Papierów Wartościowych wydrukowała 55 000 banknotów, o wymiarach 150 mm × 77 mm, według projektu Justyny Kopeckiej.

## Opis
Jest to 11. banknot kolekcjonerski wydany przez PWPW i upamiętnia 100. rocznicę powstania Polskiej Wytwórni Papierów Wartościowych.

## Zabezpieczenia
Banknot ma zabezpieczenia takie jak:              
- efekt kątowy
- mikrodruk
- druk techniką stalorytniczą
- recto-verso
- znak wodny
- znak UV
- relief
- tło gilosowe[4]